# Luigi Bianco
Luigi Bianco, italijanski rimskokatoliški duhovnik, škof in diplomat; * 3. marec 1960, Montemagno, Italija.
Svojo kariero je preživel v diplomatski službi Svetega sedeža. Od leta 2009 je apostolski nuncij z nadškofskim činom. Od leta 2025 je nuncij v Republiki Sloveniji.

## Mladost in izobraževanje
Luigi Bianco se je rodil 3. marca 1960 v Montemagnu v Italiji. V duhovnika škofije Casale Monferrato je bil posvečen 30. marca 1985. Doktoriral je iz kanonskega prava na Papeški urbani univerzi v Rimu.

## Diplomatska kariera
V diplomatsko službo Svetega sedeža je vstopil 1. julija 1989. Služil je v različnih nunciaturah, med drugim v Italiji, Egiptu, Argentini, na Hrvaškem in v Španiji.
12. januarja 2009 je bil imenovan za apostolskega nuncija v Hondurasu in naslovnega nadškofa Falerona. V škofa ga je 25. aprila 2009 v katedrali Sant'Evasio v Casale Monferrato posvetil kardinal Tarcisio Bertone.
12. julija 2014 je bil imenovan za apostolskega nuncija v Etiopiji. 10. septembra 2014 je bil imenovan za apostolskega nuncija v Džibutiju, apostolskega delegata v Somaliji in posebnega predstavnika pri Afriški uniji.
Papež Frančišek ga je 4. februarja 2019 imenoval za papeškega nuncija v Ugandi. Službo je v Kampali v Ugandi nastopil v ponedeljek, 8. aprila 2019.
20. maja 2025 ga je papež Leon XIV. imenoval za papeškega nuncija v Sloveniji in apostolskega delegata na Kosovu.
Bianco govori angleško, francosko, italijansko in špansko.